# Prismatocarpus hildebrandtii
Prismatocarpus hildebrandtii är en klockväxtart som beskrevs av Wilhelm Vatke. Prismatocarpus hildebrandtii ingår i släktet Prismatocarpus och familjen klockväxter. Inga underarter finns listade i Catalogue of Life.